# Crocidura australis
Crocidura australis és una espècie de mamífer eulipotifle de la família de les musaranyes (Soricidae). És endèmica de l'illa indonèsia de Sulawesi, on viu a altituds d'entre 1.660 i 2.550 msnm. L'holotip tenia una llargada de cap a gropa de 141 mm, la cua de 65 mm, les potes posteriors de 16 mm i les orelles d'11 mm. Pesava 9,8 g. Té el pelatge dorsal de color marró i el ventral una mica més clar. El seu nom específic, australis, significa ‘austral’ en llatí i es refereix al fet que és el representant més meridional del grup C. rhoditis. Com que fou descoberta fa poc, l'estat de conservació d'aquesta espècie encara no ha estat avaluat formalment.